# Paul Stock
Paul Stock (Landau in der Pfalz, 8 gennaio 1997) è un calciatore tedesco, attaccante dell'Elversberg.

## Carriera
Cresciuto nel settore giovanile dell'FSV Offenbach, ha trascorso i primi anni di carriera a cavallo di Landsliga, Verbandsliga ed Oberliga (ovvero rispettivamente settima, sesta e quinta divisione tedesca) con le maglie di FSV Offenbach, Rülzheim e Dudenhofen. Nel 2021 è stato acquistato dal TSV Steinbach, dove ha giocato per tre stagioni in Regionalliga (quarta divisione), diventando anche capitano del club nel 2022.
Il 25 maggio 2023 è stato acquistato a titolo definitivo dall'Elversberg, club appena promosso per la prima volta nella sua storia in seconda divisione; il 29 luglio ha debuttato a livello professionistico nell'incontro di 2. Bundesliga pareggiato 2-2 contro l'Hannover 96, concludendo poi la stagione con complessive 6 reti in 29 presenze in questa categoria, nella quale milita anche durante la stagione 2024-2025.

## Statistiche

### Presenze e reti nei club
Statistiche aggiornate al 31 marzo 2025.
| Stagione        | Squadra         | Campionato      | Campionato | Campionato | Coppe nazionali | Coppe nazionali | Coppe nazionali | Coppe continentali | Coppe continentali | Coppe continentali | Altre coppe | Altre coppe | Altre coppe | Totale | Totale | Totale |
| Stagione        | Squadra         | Comp            | Pres       | Reti       | Comp            | Pres            | Reti            | Comp               | Pres               | Reti               | Comp        | Pres        | Reti        | Pres   | Reti   |        |
| --------------- | --------------- | --------------- | ---------- | ---------- | --------------- | --------------- | --------------- | ------------------ | ------------------ | ------------------ | ----------- | ----------- | ----------- | ------ | ------ | ------ |
| 2015-2016       | FSV Offenbach   | VL              | 9          | 0          | -               | -               | -               | -                  | -                  | -                  | -           | -           | -           | 9      | 0      |        |
| 2016-2017       | Rülzheim        | LL              | 36         | 22         | -               | -               | -               | -                  | -                  | -                  | -           | -           | -           | 36     | 22     |        |
| 2017-2018       | Dudenhofen      | OL              | 12         | 3          | -               | -               | -               | -                  | -                  | -                  | -           | -           | -           | 12     | 3      |        |
| 2018-2019       | Dudenhofen      | VL              | 24         | 10         | -               | -               | -               | -                  | -                  | -                  | -           | -           | -           | 24     | 10     |        |
| 2019-2020       | Dudenhofen      | OL              | 20         | 9          | -               | -               | -               | -                  | -                  | -                  | -           | -           | -           | 20     | 9      |        |
| 2020-gen. 2021  | Dudenhofen      | OL              | 9          | 5          | -               | -               | -               | -                  | -                  | -                  | -           | -           | -           | 9      | 5      |        |
| gen.-giu. 2021  | TSV Steinbach   | RL              | 19         | 1          | -               | -               | -               | -                  | -                  | -                  | -           | -           | -           | 19     | 1      |        |
| 2021-2022       | TSV Steinbach   | RL              | 31         | 9          | -               | -               | -               | -                  | -                  | -                  | -           | -           | -           | 31     | 9      |        |
| 2022-2023       | TSV Steinbach   | RL              | 32         | 10         | -               | -               | -               | -                  | -                  | -                  | -           | -           | -           | 32     | 10     |        |
| 2023-2024       | Elversberg      | 2L              | 29         | 6          | CG              | 1               | 0               | -                  | -                  | -                  | -           | -           | -           | 30     | 6      |        |
| 2024-2025       | Elversberg      | 2L              | 18         | 0          | CG              | 2               | 1               | -                  | -                  | -                  | -           | -           | -           | 20     | 1      |        |
| Totale carriera | Totale carriera | Totale carriera | 235        | 15         |                 | 3               | 1               |                    | -                  | -                  |             | -           | -           | 244    | 16     |        |